# ممدوح الليثي
ممدوح الليثي (10 ديسمبر 1937 - 1 يناير 2014) منتج أفلام وكاتب سيناريو مصري. حصل على بكالوريوس الشرطة، وكذلك ليسانس الحقوق من جامعة عين شمس عام 1960، كما حصل على دبلوم معهد السيناريو، عام 1964. عمل في بداية حياته في الصحافة وكتب العديد من القصص على صفحات مجلات (روز اليوسف) و(صباح الخير) ومجلة (البوليس) وجريدة (الشعب) وهو ما زال طالبا بالشرطة في الفترة منذ عام 1957 حتى عام 1960، ثم عمل ضابط شرطة بين القاهرة والفيوم حتى عام 1967، لكنه ترك الشرطة واتجه إلى المجال الذي طالما عشقه وتنقل فيه بين عدة مناصب مثل: رئيس قسم السيناريو عام 1967، مراقب النصوص والسيناريو والإعداد عام 1973، مراقب على الأفلام الدرامية، عام 1979، مدير عام أفلام التليفزيون عام 1982، رئيس أفلام التليفزيون عام 1985، رئيس قطاع الإنتاج باتحاد الإذاعة والتليفزيون، عام 1985، رئيس الجمعية المصرية لكتاب ونقاد السينما ، نقيب السينمائيين . ويعد ممدوح أحد أبرز النجوم المصرية في مجال كتابة السيناريو وفي مجال العمل التلفزيوني فقد تميز بقدرته البارعة على اختيار موضوعات تتناول الظروف السياسية والاقتصادية والاجتماعية التي تحيط بالإنسان، كما تميز بقدرته على الدمج بين الواقع والرمز، ومن أبرز أعماله: (ميرامار، ثرثرة فوق النيل، السكرية، الكرنك، المذنبون، الحب تحت المطر، أميرة حبي أنا، لا شيء يهم، امرأة سيئة السمعة، أنا لا أكذب ولكني أتجمل، استقالة عالمة ذرة). كما أن له تجربة مسرحية من خلال مسرحية (إمبراطورية ميم) عام 1968، إلى جانب مجموعة من المسلسلات منها: (شرف المهنة، المتهم الرابع، لماذا أقتل، بلا شخصية، تاكسي، جريمة الموسم، الكنز). إلى جانب هذا فقد قدّم 600 فيلم تسجيلي، وما يزيد على 1500 ساعة دراما عبارة عن مسلسلات وسهرات.

## وفاته
توفي ممدوح الليثي مطلع يناير عام 2014 إثر أزمة صحية ألمت به . وقد حاز على العديد من الجوائز أهمها: (جائزة الدولة التقديرية في الفنون من المجلس الأعلى للثقافة عام 1992)، (جائزة من وزارة الثقافة عن عدة أفلام (السكرية) عام 1974، (أميرة حبي أنا) 1975، (المذنبون) عام 1976.